# Laboratório de Psicolinguística Experimental (LAPEX/UFRJ)
O Laboratório de Psicolinguística Experimental (LAPEX) da Faculdade de Letras da Universidade Federal do Rio de Janeiro (FL-UFRJ), estuda a estrutura morfossintática, os processos de parsing (processo de estruturação das frases) e de interpretação na compreensão, e na produção de frases e palavras em línguas naturais, por parte de sujeitos normais ou com distúrbios linguísticos. Foi fundado em 1997 e é mantido pelo Conselho Nacional de Desenvolvimento Científico e Tecnológico (CNPq), pela Coordenação de Aperfeiçoamento de Pessoal de Nível Superior (CAPES) e pela Fundação Carlos Chagas Filho de Amparo à Pesquisa do Estado do Rio de Janeiro (FAPERJ).
No LAPEX são realizadas pesquisas de natureza teórica e experimental, utilizando diferentes protocolos psicolinguísticos, tais como paradigmas de rastreamento ocular (eye tracking), priming, leitura automonitorada (self-paced reading), julgamento imediato de gramaticalidade, decisão lexical e outros. Seu fundador e atual coordenador (2017) é Marcus Antonio Rezende Maia, professor titular de Linguística da UFRJ. O LAPEX tem participado de eventos internacionais como o Congresso Internacional da Associação Brasileira de Linguística (ABRALIN).